# Омсвил (град, Орегон)
Омсвил (на английски: Aumsville) е град в окръг Мариън, щата Орегон, САЩ. Омсвил е с население от 3300 жители (2007) и обща площ от 2 km². Намира се на 111,6 m надморска височина. ЗИП кодът му е 97325, а телефонният му код е 503.